# El Barrio (cantautor)
José Luis Figuereo Franco (Dos hermanas, Andalucía, 4 de junio de 1970), conocido artísticamente como El Barrio, es un cantautor español de nuevo flamenco.

## Biografía
José Luis Figuereo Franco creció bajo la tutela artística de la peña flamenca La Perla de Cádiz, y comienza a tocar la guitarra con nueve años para saca hloafn
r a su familia adelante. Con catorce años, viaja a los tablaos de Córdoba y de Madrid acompañando a cantaores como Juana la del Revuelo y posteriormente a bailaores como Antonio Canales y Sara Baras en la Venta del Gato.

## Carrera musical
Cansado de ser guitarrista, graba una maqueta y la envía a la discográfica Senador. Grabará Yo sueno flamenco en 1996. Se rebautiza con el nombre artístico de «El Barrio», en honor al barrio gaditano de Santa María, donde nació y se crio, y bajo un sombrero, regalo de su madre, publica su primer disco con una gran acogida tanto en Cádiz como en Andalucía, aunque también tiene tiempo de salir a presentarlo a pequeñas salas de la capital española.
Este disco tendrá el suficiente tirón como para que se confíe de nuevo en él para grabar Mi secreto. No fue, hasta Mal de amores cuando empieza a venderse fuera de su tierra natal.
En 2000 lanza La fuente del deseo, el primer trabajo que empieza a promocionar por televisiones y pocos medios (nunca ha sido el Barrio artista de muchas promociones) y que, para muchos, es su mejor trabajo. Se consolida como uno de los nuevos representantes del flamenco gracias a canciones como «Calla» o «Tormento», siendo esta última la canción de más éxito del disco junto a «La fuente del deseo». También hay que destacar otras canciones como «El monte del olvido» o «Sueño marroquí», que también fueron muy bien acogidas por sus seguidores.
Diego Magallanes abandona entonces la producción de sus álbumes, lo cual se nota a partir de su quinto álbum de estudio, Me voy al mundo, producido por Manuel Ruiz Queco, con el que consigue su primer disco de oro. En «Gades», para muchos una de sus mejores canciones, describe su Cádiz natal al ritmo de alegrías. En «Insomnio de amor», el autor mantiene una conversación con el amor, el cual le impide dormir por las noches. También habrá lugar para el desamor en canciones como «Retales», «Rencor» y «El coco». Por último, tendrá gran importancia la canción «Me voy al mundo», donde explica su cambio de tendencias y la expansión de su música que realizará en sus próximos trabajos.
Ángel malherido llega en 2003 y le hace alcanzar una fama hasta límites insospechados, como llenar el palacio Vistalegre de la Comunidad de Madrid el 3 de abril de 2004, siendo considerado el concierto de estilo flamenco más multitudinario de la historia hasta ese momento. Canciones como «Ángel malherido», «Cuéntale», «No vale la pena» o «Poco a poco» se convirtieron en grandes éxitos, habiendo también lugar para otras canciones más sociales como «Ella», donde trata la violencia de género. Tal es el éxito que se ve obligado a editar este concierto en DVD en noviembre de ese mismo año, realizando versiones de canciones como «Todo tiene su fin» y «Tu frialdad».
En 2005 publica su séptimo álbum, Las playas de invierno, que se inspira en poetas como Federico García Lorca, Rafael Alberti o Miguel Hernández, y en el que trata temas sociales profundos. La inmigración ilegal será el tema central en la canción «Diario de uno más», donde el autor se pone en el lugar del inmigrante, expresando el gran sufrimiento que les supone el intentar llegar a España a través del estrecho de Gibraltar. En «Fiel amigo» criticaría el poder del dinero y la corrupción. La nostalgia por el pasado en «El recuerdo» será evidente en la descripción de los recuerdos que una persona mayor tiene de su infancia. La melancolía y el desamor serán los temas centrales del resto del disco en canciones como «Cartitas de amor», «Las playas de invierno», «Querida enemiga» y «Maestra del fracaso», aunque también habrá sitio para el amor en «Trucos». Rematará la gira de dicho álbum con un cierre apoteósico en el Palau Sant Jordi de Barcelona el 4 de noviembre de 2006. 
Ese mismo año sale a la venta su álbum recopilatorio Toda una década, celebrando así sus diez años de carrera musical.
Con el siguiente álbum, La voz de mi silencio (2007), llegará la consolidación del artista en el panorama nacional. Canciones como «Pa Madrid» y «Orgullo» se harán enormemente populares y lo situarán en el número uno de las listas de éxitos. En «El gran circo» criticará fuertemente a la piratería, acusándola de haber matado a la música. El abandono de una madre por parte de sus hijos en «Materia inexistente» será una de los canciones más profundas que realizaría el Barrio en La voz de mi silencio. Otros temas más habituales como la soledad o el amor tendrán en lugar en «Enero», «¿Quién soy?», «Vientos de otras tierras» y «Don Manuel, Sr. Molina», donde además realizará un homenaje al artista Manuel Molina. Se embarca en una extensa gira por prácticamente todo el país, colgando el no hay entradas en casi todas las ciudades y llenando durante dos días seguidos, a principios de marzo de 2008, el Palacio de Deportes de la Comunidad de Madrid. Ahí regresará el 5 y el 6 de diciembre del mismo año, siendo el único artista hasta esa fecha en llenar cuatro veces el recinto en cuestión de meses.
En 2009 publica Duermevela, con gran influencia del rock andaluz. En Duermevela se encuentra una música muy distinta al del resto de trabajos del Barrio, pues el estilo roquero y oscuro sería el dominante. Destacan canciones como «Crónicas de una loca», donde narra una visita que alguien realiza a una mujer que padece esquizofrenia; «Mi amor (para todos los públicos)», donde narra una historia de amor usando personajes infantiles; y «Como llora el amor», donde trata el desamor mediante un rock andaluz puro. Habría también canciones polémicas como «Crónica de un gay», donde realiza una crítica a la Iglesia católica y se postula a favor de la homosexualidad. En «Moda» critica duramente la situación de la España del momento, recriminando la eterna preocupación de los políticos por el medio ambiente y el futuro, sin que estos sean capaces de solucionar los problemas del presente. En «Vete» versiona a Los Amaya. Ya en 2010 vuelve a recorrer la geografía española con una gira durante la cual llena el Palacio de Deportes de la Comunidad de Madrid tres días seguidos. 
Ese mismo año publica Al sur de la Atlántida, un nuevo álbum recopilatorio que incluye sus nueve trabajos discográficos, además de algunas de sus mejores actuaciones en DVD.
Espejos es el álbum con el que mejor se identifica. Su sencillo, «El viejo verano», expresa la nostalgia que el autor siente ante un amor de verano. Es probablemente el trabajo que más temas sociales tenga, entre los que podemos citar el tráfico de drogas, tratado muy metafóricamente en «El correo de la noche»; la convulsa situación de la España del momento en «Na de na»; el sufrimiento de un niño por la separación de sus padres, sin que esto sea una crítica al divorcio, en «La cuna del inocente»; entre otros. «Arte», será según el propio autor, la mejor canción de toda su discografía, donde trata el amor de una forma sutil y muy melancólica.
Después de finalizar la gira de Espejos, a finales de 2012 y ante un Palacio de Deportes de Madrid lleno, el Barrio confirma que se retirará de los escenarios hasta 2015, para aislarse y escribir canciones que tenía pendientes desde hace tiempo, buscando hacer algo más personal y ambicioso.
Después de tres años de silencio, el Barrio vuelve en 2014 con el álbum de estudio Hijo del Levante, un disco en el que vuelve a reflejar sus raíces y que está ambientado en el viento de Levante. Se presenta este trabajo con el sencillo «He vuelto», donde anuncia su regreso y arremete contra aquellos que lo criticaron y crearon bulos sobre su persona. Tras varios discos en los que se encontró en un segundo plano, el flamenco vuelve a ganar fuerza con canciones como «Vendimias moras», «Toreando al destino» (donde homenajea al guitarrista Moraíto Chico) y «Santa María». En «Sr. Zapatones» expresa el amor que los niños tienen a sus juguetes, contando para ello una emotiva historia de una niña con un payaso de juguete. En «Memorias del Alzheimer» cuenta la historia de amor entre dos personas mayores, una de las cuales sufre de alzhéimer; sin embargo, pese a su grave enfermedad, no olvida su pasado romántico junto a su pareja. En «Cántame amor» hace un llamamiento a la esperanza y al optimismo. Por último, también tendrán lugar otros temas más frecuentes como el desamor en «Cuando el río suena...» y «De lobo a cordero». 
Recientemente consiguió el triple disco de platino y llenó nuevamente durante dos noches consecutivas el Barclaycard Center.
Por último, la noche del 8 de octubre de 2016 en la gira  donde conmemoraba sus veinte años de carrera musical, volvió a llenar hasta agotar existencias en el WiZink Center, siendo el único artista que ha llenado el conocido como Palacio de Deportes de Madrid diecinueve veces.
En septiembre de 2017 anunció las primeras fechas de su nueva gira, bajo el nombre Gira Las costuras del alma
De nuevo en agosto de 2019, el artista gaditano vuelve a anunciar sus primeras fechas de conciertos dentro de la Gira El danzar de las mariposas, junto con la salida del que será su nuevo disco: El danzar de las mariposas, que salió a la venta el 25 de octubre.
Sus inspiraciones han sido Triana, Medina Azahara, Alameda y Manolo Caracol, sintiendo una gran devoción por Paco de Lucía. En su música se mezclan componentes puramente pop con el flamenco y el rock andaluz de los años setenta y ochenta que dan como resultado un estilo musical único por el cual muchos de sus seguidores consideran que, como dice en su canción «He vuelto»: «simplemente suena el Barrio y es un don que me permite hacer la música que siento».
En septiembre de 2022 anunció las primeras fechas de su nueva gira y su nuevo disco Atemporal, con fecha de salida el 2 de diciembre. El 11 de noviembre presenta el primer sencillo «A veces».

## Discografía

### Álbumes de estudio
- Yo sueno flamenco (1996)
- Mi secreto (1998)
- Mal de amores (1999)
- La fuente del deseo (2000)
- Me voy al mundo (2002)
- Ángel malherido (2003)
- Las playas de invierno (2005)
- La voz de mi silencio (2007)
- Duermevela (2009)
- Espejos (2011)
- Hijo del Levante (2014)
- Las costuras del alma (2017)
- El danzar de las mariposas (2019)
- Atemporal (2022)

### Álbumes recopilatorios
- Toda una década (2006)
- Hasta el fin de los tiempos (2012)

### Álbumes en vivo
- Angel malherido tour  (2004)
- La voz de mi silencio tour  (2008)
- Esencia (2015)

### Ediciones especiales
- Ángel malherido (edición especial) (2004). Incluye CD con dos pistas adicionales y un DVD.
- Hijo del Levante (edición deluxe) (2014). Incluye CD con tres pistas adicionales.
- El danzar de las mariposas (edición especial) (2020). Incluye dos CD, un póster, una pulsera y un 5 % de descuento para un concierto.

### Sencillos y colaboraciones
- «Abre la puerta» (Se abre una puerta, 2007, con Medina Azahara)
- «Una noche de amor desesperada» (Quiero contarte, 2008, con Triana)
- «Si la hubieras visto» (Abrazos, 2019, El Arrebato)
- «Si no te hubieras ido» (2021)